# What About Us (canción de Pink)
«What About Us» es primer sencillo del álbum titulado Beautiful Trauma de la cantante estadounidense Pink. La canción fue lanzada a la venta el 10 de agosto de 2017.
Alcanzó el puesto número uno en Australia, Letonia, Países Bajos, Polonia, Escocia, Eslovaquia, Eslovenia, y Suiza, y el top diez en Austria, Bélgica, Canadá, Croacia, República Checa, Francia, Alemania, Hungría, Irlanda, Italia, Lebanon, Nueva Zelanda, Portugal, Eslovaquia, España, y Reino Unido, alcanzando el puesto trece en el Billboard Hot 100. La canción recibió una nominación como Mejor canción pop en la entrega número sesenta de los Premios Grammy.

## Promoción y lanzamiento
El 16 de julio de 2017, Pink anunció un nuevo lanzamiento, al ser consultada por un fanático sobre si podían esperar nueva música, la cantante respondió: «Bueno... estaré filmando un video la semana siguiente». El 21 de julio de 2017, Pink compartió un video desde la locación de grabación, agregando: «Video #nuevo #fyeah #todoestasucediendo». Al día siguiente, compartió una versión animada de la portada del sencillo en sus redes sociales, revelando el título y la fecha de lanzamiento del mismo.

## Presentaciones en vivo
El 11 y 12 de agosto de 2017, Pink interpretó el sencillo en vivo por primera vez durante los dos conciertos otorgados en el Berlín Waldbühne. La primera interpretación del sencillo en televisión fue llevada a cabo en los MTV Video Music Awards el 27 de agosto. El 6 de septiembre presentó la canción en el programa estadounidense Ellen, y en el programa Saturday Night Live el 14 de octubre. También interpretó el sencillo como parte de la lista de canciones en sus presentaciones en distintos festivales en 2017 como el "Fórmula 1 Abu Dhabi Grand Prix" en Abu Dabi, en "V Festival" en Inglaterra, entre otros. Pink presentó el sencillo y el segundo sencillo «Beautiful Trauma» en la decimocuarta temporada del reality The X Factor UK el 3 de diciembre de 2017.

## Video musical
El 16 de agosto de 2017 se realizó el lanzamiento del video musical en su cuenta oficial de Youtube. El mismo fue dirigido por Georgia Hudson y la coreografía estuvo a cabo de Goldenboyz. En julio de 2018, este video fue nominado a un premio MTV Video Music Award.

## Posicionamiento en listas

### Semanales
| Lista (2017–18)                        | Posición |
| -------------------------------------- | -------- |
| Australia (ARIA)                       | 1        |
| Austria (Ö3 Austria Top 40)            | 3        |
| Bélgica (Flandes) (Ultratop 50)        | 2        |
| Bélgica (Valonia) (Ultratop 50)        | 2        |
| Brasil (Brasil Hot 100 Airplay)        | 13       |
| Canadá (Canadian Hot 100)              | 6        |
| Croacia (HRT)                          | 2        |
| Dinamarca (Tracklisten)                | 21       |
| Ecuador (National-Report)              | 7        |
| Escocia (Scottish Singles Sales Chart) | 1        |
| Eslovaquia (Rádio Top 100)             | 1        |
| Eslovenia (SloTop50)                   | 1        |
| Estados Unidos (Billboard Hot 100)     | 13       |
| Estados Unidos (Adult Contemporary)    | 1        |
| Estados Unidos (Adult Top 40)          | 1        |
| Estados Unidos (Hot Dance Club Songs)  | 1        |
| Estados Unidos (Mainstream Top 40)     | 10       |
| España (Top 100 Canciones)             | 55       |
| Euro Digital Songs (Billboard)         | 1        |
| Francia (SNEP)                         | 2        |
| Alemania (Media Control AG)            | 3        |
| Hungría (Rádiós Top 40)                | 2        |
| Hungría (Single Top 40)                | 3        |
| Irlanda (IRMA)                         | 5        |
| Italia (FIMI)                          | 5        |
| Japón (Japan Hot 100)                  | 45       |
| Letonia (Latvijas Top 40)              | 1        |
| Líbano (Lebanese Top 20)               | 2        |
| Luxemburgo Digital Songs (Billboard)   | 1        |
| México (Billboard Mexico Airplay)      | 11       |
| Países Bajos (Dutch Top 40)            | 1        |
| Países Bajos (Mega Single Top 100)     | 9        |
| Nueva Zelanda (Recorded Music NZ)      | 9        |
| Noruega (VG-lista)                     | 20       |
| Filipinas (Filipinas Hot 100)          | 61       |
| Polonia (Polish Airplay Top 100)       | 1        |
| Portugal (AFP)                         | 8        |
| Reino Unido (UK Singles Chart)         | 3        |
| República Checa (Rádio Top 100)        | 1        |
| Rumania (Radio Airplay Chart)          | 1        |
| Rusia (Tophit Russia Airplay)          | 81       |
| Suecia (Sverigetopplistan)             | 15       |
| Suiza (Schweizer Hitparade)            | 1        |

## Certificaciones
| País (organismo certificador) | Certificación | Ventas  |
| ----------------------------- | ------------- | ------- |
| Australia (ARIA)              | 4× Platino    | 480 000 |
| Austria (IFPI)                | Oro           | 15 000  |
| Bélgica (BEA)                 | Platino       | 30 000  |
| Canadá (Music Canada)         | 3× Platino    | 240 000 |
| Dinamarca (IFPI)              | Oro           | 45 000  |
| España (PROMUSICAE)           | Oro           | 20 000  |
| Estados Unidos (RIAA)         | Platino       | 1 000   |
| Francia (SNEP)                | Platino       | 150 000 |
| Italia (FIMI)                 | 2× Platino    | 100 000 |
| México (AMPROFON)             | Oro           | 30,000  |
| Nueva Zelanda (RIANZ)         | Platino       | 30 000  |
| Polonia (ZPAV)                | Platino       | 20 000  |
| Reino Unido (IFPI)            | Platino       | 600 000 |
| Suecia (GLF)                  | Platino       | 40 000  |
| Suiza (IFPI)                  | 3× Platino    | 90 000  |

## Créditos y personal
Créditos adaptados desde Tidal.
- Pink – Compositora
- Steve Mac – Compositor, productor, teclado
- Johnny McDaid – Compositor, guitarra
- Serban Ghenea – Mezcla
- Chris Laws – Ingeniero de sonido, batería
- John Hanes – Ingeniero de sonido
- Dann Pursey – Ingeniero de sonido
- Gabe Burch – Asistente de ingeniero de sonido
- Matt Dyson – Asistente de ingeniero de sonido